# Râul Ampoi
Ampoi este un râu, afluent de dreapta al Mureșului în aval de municipiul Alba Iulia. 
Lungimea râului măsoară 60 km; suprafața bazinului hidrografic este 579 km2,  bazinul fiind situat pe teritoriul administrativ al județului Alba. Izvorăște în nord-estul Munților Metaliferi, de la poalele culmilor Dosu și Petriceaua, la o altitudine de 1220 m. După un curs zbuciumat, cu căderi mari de pantă, în zona de obârșie, apele râului Ampoi se domolesc în arealul depresiunii Zlatna, iar după ce o părăsesc, formează un frumos defileu în perimetrul comunei Meteș. Cursul mijlociu și inferior al Ampoiului formează limita dintre Munții Metaliferi  și Munții Trascău. Afluenții principali sunt Vâltori, Feneș, Ampoița, Ighiu (pe stânga), Valea Mare, Valea Mică, Galați (pe dreapta).

## Hărți
- Munții Trascău  Arhivat în 11 octombrie 2008, la Wayback Machine.
- Harta Munții Apuseni
- Harta Județul Alba